# Metalectra indecidens
Metalectra indecidens là một loài bướm đêm trong họ Erebidae.